# Кисуцьке Нове Место
Кисуцьке Нове Место (словац. Kysucké Nové Mesto, угор. Kiszucaújhely) — місто, громада, адміністративний центр округу Кисуцьке Нове Место, Жилінський край, центральна Словаччина. Кадастрова площа громади — 26,414 км². Населення — 15 132 осіб (за оцінкою на 31 грудня 2017 р.).
Перша згадка 1254 року.

## Географія
Протікає потік Снежниця.

## Населення
| Рік:            | 1994.  | 2004.   | 2014.   | 2024.   |
| --------------- | ------ | ------- | ------- | ------- |
| Кількість осіб: | 16 165 | 16 501  | 15 431  | 14 306  |
| Різниця:        |        | +2,07 % | -6,48 % | -7,29 % |

| Рік:            | 2023.  | 2024.   |
| --------------- | ------ | ------- |
| Кількість осіб: | 14 380 | 14 306  |
| Різниця:        |        | -0,51 % |